# Gaius Ducenius Proculus
Gaius Ducenius Proculus war ein im 1. Jahrhundert n. Chr. lebender römischer Politiker.
Durch Militärdiplome, die auf den 8. Juni 87 datiert sind, ist belegt, dass Proculus im Jahr 87 zusammen mit Gaius Bellicus Natalis Publius Gavidius Tebanianus Suffektkonsul war.